# Римська курія
Ри́мська ку́рія (лат. Curia Romana) — адміністративна організація, яка допомагає Папі Римському керувати католицькою церквою; вищий орган виконавчої влади Ватикану.
Складається зі своєрідних міністерств — конґреґацій, зазвичай очолюваних кардиналами або архієпископами.

## Діяльність
Римська курія є свого роду центральним урядом Католицької Церкви. До її складу входять 3 трибунали і 9 священних конгрегацій, ряд папських рад і комісій. Кожна конгрегація очолюється префектом. Члени Римської курії повинні йти у відставку зі смертю Папи або по досягненню 75 років.

## Структура
Нині Римська курія складається з:
- 2 секретаріатів;
- 9 конгрегацій, що включають 4 комісії;
- 3 трибуналів;
- 9 папських комісій;
- 12 папських рад;
- 5 міжвідомчих комісій.

Крім цього є також синод єпископів, кадрова служба, декілька служб, а також установи що історично склалися.

## Секретаріати
- Державний секретаріат Святого Престолу, який у свою чергу складається з двох секцій (1-я секція — спільних справ, 2-а секція — відносин із державами).
  - Державний секретар Ватикану — кардинал П'єтро Паролін (англ. Pietro Parolin).
  - Секретар Ватикану у справах відносин з державами — архієпископ Пол Галлахер (англ. Paul Gallagher).
- Секретаріат у справах економіки Святого Престолу — священник Хуан Антоніо Ґерреро Альвес, SJ (ісп. Juan Antonio Guerrero Alves).

## Конгрегації
| Будівля | Конгрегація | Префект                                               | Фото | Час на посаді     | Час на посаді | Вебсайт                                         |
| ------- | --- | ----------------------------------------------------- | ---- | ----------------- | ------------- | ----------------------------------------------- |
|         | Конгрегація доктрини віри (Congregazione per la Dottrina della Fede)                                                                                              | архієпископ Луїс Ладарія Феррер (Luis Ladaria Ferrer) |      | 1 липня 2017      | —             | [Архівовано 24 березня 2013 у Wayback Machine.] |
|         | Конгрегація у справах єпископів (Congregazione per i Vescovi) | кардинал Марк Уелле (Marc Ouellet)                    |      | 30 червня 2010    | —             |                                                 |
|         | Конгрегація Східних Церков (Sacra Congregazione per le Chiese Orientali)                                                                                          | кардинал Леонардо Сандрі (Leonardo Sandri)            |      | 9 червня 2007     | —             |                                                 |
|         | Конгрегація Богослужіння і дисципліни Таїнств (Congregazione per il Culto Divino e la Disciplina dei Sacramenti)                                                  | кардинал Робер Сара (Robert Sarah)                    |      | 24 листопада 2014 | —             |                                                 |
|         | Конгрегація в справах духовенства (Congregazione per il Clero) | архієпископ Беніаміно Стелла (Beniamino Stella)       |      | 21 вересня 2013   | —             |                                                 |
|         | Конгрегація інститутів богопосвяченого життя і товариств апостольського життя (Congregazione per gli Istituti di Vita Consacrata e le Societa di Vita Apostolica) | кардинал Жуан Брас де Авіс (João Bráz de Aviz)        |      | 4 січня 2011      | —             |                                                 |
|         | Конгрегація в справах святих (Congregazione delle Cause dei Santi)                                                                                                | кардинал Марчелло Семераро (Marcello Semeraro)        |      | 15 жовтня 2020    | —             |                                                 |
|         | Конгрегація католицької освіти (Congregazione per l'Educazione Cattolica)                                                                                         | кардинал Джузеппе Версальді (Giuseppe Versaldi)       |      | 31 березня 2015   | —             |                                                 |
|         | Конгрегація євангелізації народів (Congregazione per l'evangelizzazione dei popoli)                                                                               | кардинал Луїс Антоніо Таґль (Luis Antonio Tagle)      |      | 8 грудня 2019     | —             |                                                 |

## Трибунали
- Апостольська пенітенціарія — великий пенітенціарій кардинал Мауро П'яченца;
- Найвищий Трибунал Апостольської Сигнатури — префект кардинал Домінік Мамберті
- Трибунал Римської Роти — декан монсеньйор Піо Віто Пінто;

## Папські ради
- Папська Рада у справах мирян;
- Папська Рада сприяння єдності християн;
- Папська Рада у справах сім'ї;
- Папська Рада Справедливості і Миру;
- Папська Рада Cor Unum;
- Папська Рада душпастирської опіки мігрантів і подорожніх;
- Папська Рада душпастирської опіки працівників охорони здоров'я;
- Папська Рада з інтерпретації законодавчих текстів;
- Папська Рада з міжрелігійного діалогу;
- Папська Рада з культури;
- Папська Рада з масових комунікацій;
- Папська Рада для сприяння новій євангелізації.

## Папські комісії та комітети
- Папська комісія у справах Латинської Америки;
- Папська комісія священної археології;
- Папська Біблійна комісія;
- Папська комісія Ecclesia Dei;
- Папська комісія з перегляду Вульгати;
- Міжнародна Теологічна комісія;
- Папський комітет з Міжнародних євхаристійних конгресів;
- Папський комітет з історичних наук;
- Папська комісія у справах держави-міста Ватикан;
- Дисциплінарна комісія Римської курії;
- Комісія з Катехизису.

## Інші папські відомства
- Апостольська палата;
- Адміністрація Майна Святого Престолу;
- Управління фінансової інформації Святого Престолу;
- Префектура економічних справ Святого Престолу;
- Префектура Папського Дому;
- Служба Папських літургійних церемоній;
- Прес-служба Святого Престолу;
- Центральна Статистична Служба;
- Фабрика Святого Петра;
- Служба Папських милостей.

## Інші заклади
- Ватиканська апостольська бібліотека
- Ватиканський секретний архів
- Швейцарська гвардія
- Кадрова служба Святого Престолу
- Папські університети

## Будівля

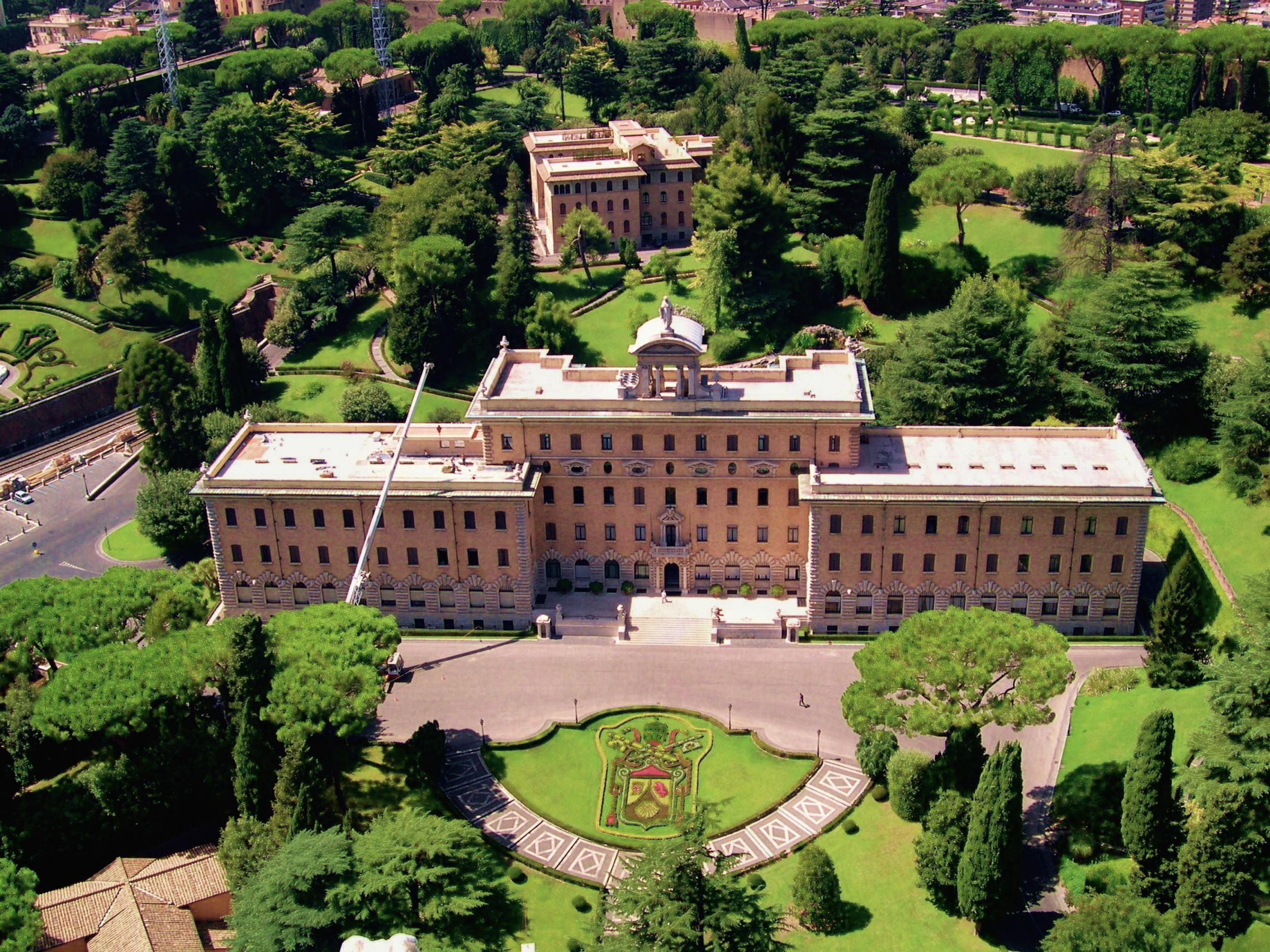
Будівля Римської курії

## Історія
Спочатку помічниками глави Західної Церкви були духовні особи з Римського дієцезії та єпископи, невдовзі з'явився ряд папських співробітників — нотаріуси, Апостольські адвокати, Палатинські диякони і судді, папські капелани та ін, пізніше стали утворюватися різні постійні відомства типу пенітенціарії, канцелярії, апостольської палати або папської канцелярії, трохи пізніше виникла Колегія кардиналів.
Реформу адміністрації, що розрослася, провів папа Сікст V, надавши їй обмежені юридичні повноваження і оприлюднивши в 1588 році апостольську конституцію Immensa aeterni Dei.
У XX столітті курія реформувалася тричі.
Вперше — після проголошення апостольської конституції Пія X Sapienti consilio (1908), яка без змін була підтверджена «Кодексом канонічного права» 1917 року. У конституції розрізнялося 3 категорії відомств: конгрегація, трибунали й управління. У постанові Другого Ватиканського собору Christus Dominus було висловлено бажання, щоби вони були піддані реорганізації й інтернаціоналізації, тобто залучення до роботи в них деяких єпископів помісних Церков і світських представників з вірників.
Ці рекомендації задовольнив Павло VI, оголосивши 15 серпня 1967 року апостольську конституцію Regimini Ecclesiae universae.
Остання реформа, розпочата Павлом VI у 1974 році, була завершена в дусі соборної еклезіології апостольської конституцією Івана Павла II Pastor bonus від 28 червня 1988 року. Згідно зі статтею 38, кожне відомство курії було зобов'язане розробити особливий статут або спеціальні нормативи та представити їх для публічного ознайомлення. Конституцію доповнили два motu proprio — Iusti iudicis тієї ж дати (про куріальних адвокатів) і Nil primo anniversario від 1 січня 1989 року (про заснування Управління справами Апостольської столиці та його статус і про загальний статут курії, схвалений Папою 4 лютого 1992).